# Kazuko Fujita
Kazuko Fujita (Niigata, 18 marzo 1957) è una fumettista giapponese.
Ha fatto il suo esordio nel 1977 sulla rivista Bessatsu Shōjo Comic, ed i suoi manga sono stati pubblicati perlopiù dalla casa editrice Flower Comics.
È conosciuta soprattutto per il manga Makoto Call!, che ha per protagonista una ragazza che gioca a pallavolo e per il quale ha ricevuto, nel 1992, il Shogakukan Manga Award nella categoria shōjo.. Nel 2007 il suo Four Steps to Romance (ろまんす五段活用?, Romance Godan Katsuyou) ha avuto una trasposizione televisiva con attori in carne ed ossa, dal titolo Romantic Princess, realizzata dalla taiwanese China Television.